# Euploea lucania
Euploea lucania är en fjärilsart som beskrevs av Hans Fruhstorfer 1911. Euploea lucania ingår i släktet Euploea och familjen praktfjärilar. Inga underarter finns listade i Catalogue of Life.